# Калиновка (Белогорский район, Хмельницкая область)
Калиновка (укр. Калинівка) — село в Белогорском районе Хмельницкой области Украины.
Население по переписи 2001 года составляло 116 человек. Почтовый индекс — 30242. Телефонный код — 3841. Занимает площадь 0,032 км². Код КОАТУУ — 6820382003.

## Местный совет
30242, Хмельницкая обл., Белогорский р-н, с. Денисовка, ул. Независимости, 6